# The Singles Collection (Vasco Rossi)
The singles collection è il 24º album di Vasco Rossi del 2007.

## Tracce
1. Tango (della gelosia) 1989
2. Liberi, liberi 1989
3. Guarda dove vai 1990
4. Vivere 2000
5. Sally 1995
6. Io no 1998
7. Rewind (radio edit)
8. Rewind (live) 1998
9. Siamo soli 2001
10. Generale (live) 1995
11. Un senso 2004
12. Senza parole (live) 1999